# Zaryżża
Zaryżża (biał. Зарыжжа; ros. Зарижье, Zariżje; pol. hist. Zaryże) – wieś na Białorusi, w obwodzie homelskim, w rejonie oktiabrskim, w sielsowiecie Wałosawiczy.